# FDP-Bundesparteitag 1984
Den Bundesparteitag der FDP 1984 hielt die FDP vom 1. bis 3. Juni 1984 in Münster ab. Es handelte sich um den 35. ordentlichen Bundesparteitag der FDP in der Bundesrepublik Deutschland. Der Parteitag fand in der Halle Münsterland statt.

## Verlauf und Beschlüsse
Der Parteitag verabschiedete zehn Thesen zur europäischen Einigung sowie Papiere zur Beschäftigungspolitik für das nächste Jahrzehnt, zur Überschreitung des Streikrechts, zur Umweltpolitik, zur Amnestie, zum Kraftwerk Buschhaus, zur Diätenerhöhung, zum Friedensnobelpreisträger Andrei Sacharow, zum Arbeitsplatzvermittlungsmonopol und zur Programmarbeit der FDP. Der Parteivorsitzende Hans-Dietrich Genscher kündigte seinen Rücktritt für das Jahr 1986 an.

## Bundesvorstand

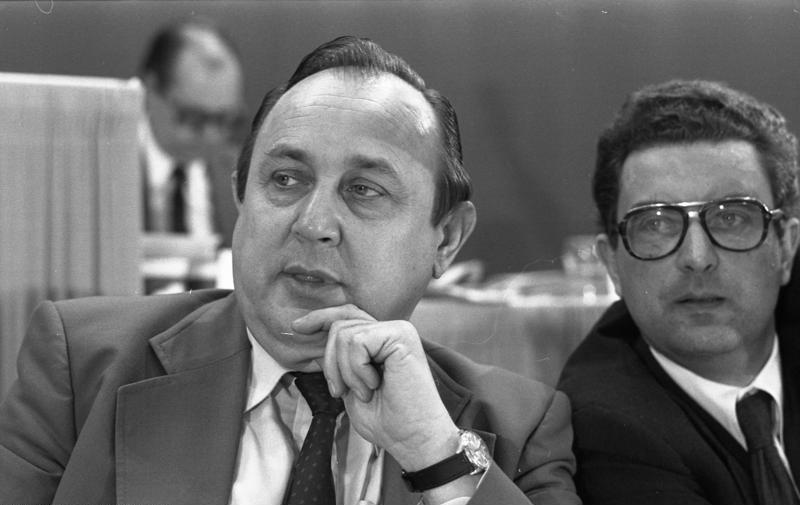
Genscher und Baum, 1977

Dem Bundesvorstand gehörten nach der Neuwahl 1984 an:
| Vorsitzender                 | Hans-Dietrich Genscher |
| Stellvertretende Vorsitzende | Gerhart Baum, Wolfgang Mischnick, Jürgen Morlok |
| Generalsekretär              | Helmut Haussmann |
| Schatzmeisterin              | Irmgard Adam-Schwaetzer |
| Beisitzer im Präsidium       | Manfred Brunner, Walter Hirche, Otto Graf Lambsdorff |
| Beisitzer im Bundesvorstand  | Mechthild von Alemann, Rainer Brüderle, Hinrich Enderlein, Liselotte Funcke, Georg Gallus, Wolfgang Gerhardt, Martin Grüner, Hildegard Hamm-Brücher, Burkhard Hirsch, Heinrich Jürgens, Ulrich Irmer, Detlef Kleinert, Werner Klumpp, Karl-Hans Laermann, Wolfgang Lüder, Jürgen Möllemann, Peter-Heinz Müller-Link, Walter Ostendorff, Hans-Joachim Otto, Walter Rasch, Uwe Ronneburger, Rudolf Widmann, Wolf-Dieter Zumpfort, Werner Zywietz |
| Ständige Vertreter           | Martin Bangemann, Hans-Günter Hoppe |
| Ehrenvorsitzender            | Walter Scheel |